# Stefano Giaccone
Stefano Giaccone (Los Angeles, 1959) è un musicista e cantautore italiano.

## Biografia
Nato negli Stati Uniti si trasferisce nel 1966 a Torino. Dopo qualche esperienza minore fonda nel 1982 i Franti, gruppo seminale per la scena rock indipendente con suoni classificabili tra il folk e il jazz.
Il gruppo si scioglie nel 1987, si susseguono e si affiancano nuovi progetti musicali di cui fa parte con ex membri dei Franti: Environs, Orsi Lucille, gli Howth Castle, La Banda di Tirofisso. Collabora tra il 1990 e il 1993 con il gruppo punk Kina.
Assieme al pianista Claudio Villiot pubblica un disco Corpi sparsi. Nel 1996 collabora con il gruppo O Zoo No per lo spettacolo Han Shan dedicato a Jack Kerouac, l'anno seguente per Teatridithalia compone le musiche e va in scena al Teatro dell'Elfo di Milano con lo spettacolo Addio papà respiro di Ferdinando Bruni dedicato ad Allen Ginsberg.
Pubblica nel 1997 il primo album solista Le stesse cose ritornano con lo pseudonimo di Tony Buddenbrook.
Dopo 2 EP nel 2003 ritorna con Tutto quello che vediamo è qualcos'altro, album di viaggi e ricerca interiore.
Assieme a Mario Congiu pubblica nel 2004 Una canzone senza finale disco di cover di brani minori. Partecipa al Mantova Musica Festival.
Tras os Montes del 2006 legato alla tradizione dei folksinger americani (Phil Ochs) con arrangiamenti jazz riceve ottime recensioni registrato tra il Galles e l'Italia assieme a Dylan Fowler.
Nel 2007 ispirandosi alla canzone d'autore e al melodramma pubblica l'album Come un fiore. Il disco è un concept album sulla morte.
Nel 2009 con il commediografo inglese Peter Brett pubblica il disco sperimentale Viper Songs dove le musiche e parole si alternano.
L'anno successivo nuovo disco da solista registrato in presa lo-fi Il giardino dell'ossigeno.
Il 22 marzo 2014 esce il nuovo cd Aria di festa (Lizard Records), con la produzione artistica di Gianluca della Torca (Gatto ciliegia contro il grande freddo).
Il suo testo La storia di Lucia, liberamente tratto da “Storia delle storie di Lucia Sarzi” di Laura Artioli, Corsiero Editore 2014 è risultato il vincitore del Bando Teatro Documento 2014, promosso da Fondazione Teatro Due e Istituto Alcide Cervi, nato per promuovere nuove scritture teatrali con particolare riferimento ai temi legati alla Resistenza e alla vicenda della famiglia Cervi.
La prima dello spettacolo (con Stefano Giaccone e Lalli, musica e video Stefano Giaccone, foto originali Andrea Pucci) è in programma a Teatro Due di Parma, in occasione delle celebrazioni del 25 aprile 2015.

## Discografia

### Album in studio
- 1989 - Né un uomo né un soldo - musicassetta a nome Stefano Dellifranti
- 1995 - Corpi sparsi con Claudio Villiot - (on/off, ristampa stella*nera 2009)
- 1997 - Le stesse cose ritornano (come Tony Buddenbrook) - (on/off)
- 2000 - Useless and a private joy (stella*nera, ristampa 2011)
- 2003 - S/Cartoline (stella*nera, ristampa 2011)
- 2003 - Tutto quello che vediamo è qualcos'altro - (Santeria/Audioglobe)
- 2004 - Una canzone senza finale con Mario Congiu - (Santeria/Audioglobe)
- 2006 - Tras os montes - (La locomotiva)
- 2007 - Come un fiore - (La locomotiva)
- 2009 - Viper Songs con il commediografo inglese Peter Brett - (La locomotiva)
- 2010 - Il giardino dell'ossigeno - (stella*nera)
- 2014 - Aria di Festa - (Lizard Records)

### EP
- 1998 - Immortali ospiti sono arrivati (Beware)
- 2000 - La terra difficile (Beware)

### Partecipazioni
- 1997 - Les mystéres des Voix Vulgaires #2 (iniziativa internazionale a sostegno di A/Rivista Anarchica) con il brano Dante Di Nanni (stella*nera)
- 2002 - Come fiori in mare (tributo a Luigi Tenco) con il brano Io vorrei essere là (Lilium)
- 2003 - Mille papaveri rossi (iniziativa internazionale a sostegno di A/Rivista Anarchica, omaggio a Fabrizio De André) insieme a Gatto Ciliegia contro il Grande Freddo con il brano Ho visto Nina volare, e da solo con il brano La ballata dell'eroe (stella*nera / Editrice A)
- 2008 - Amore non ne avremo (dedicato a Peppino Impastato) con il brano Aria di festa assieme a Mario Congiu